# Kinder Surprise
Pour les articles homonymes, voir Kinder (homonymie) et Surprise.
Kinder Surprise est une marque commerciale apposée sur un œuf en chocolat fabriqué par le groupe d'industrie agroalimentaire Ferrero. Cette marque est une déclinaison de la marque « Kinder ».

## Historique

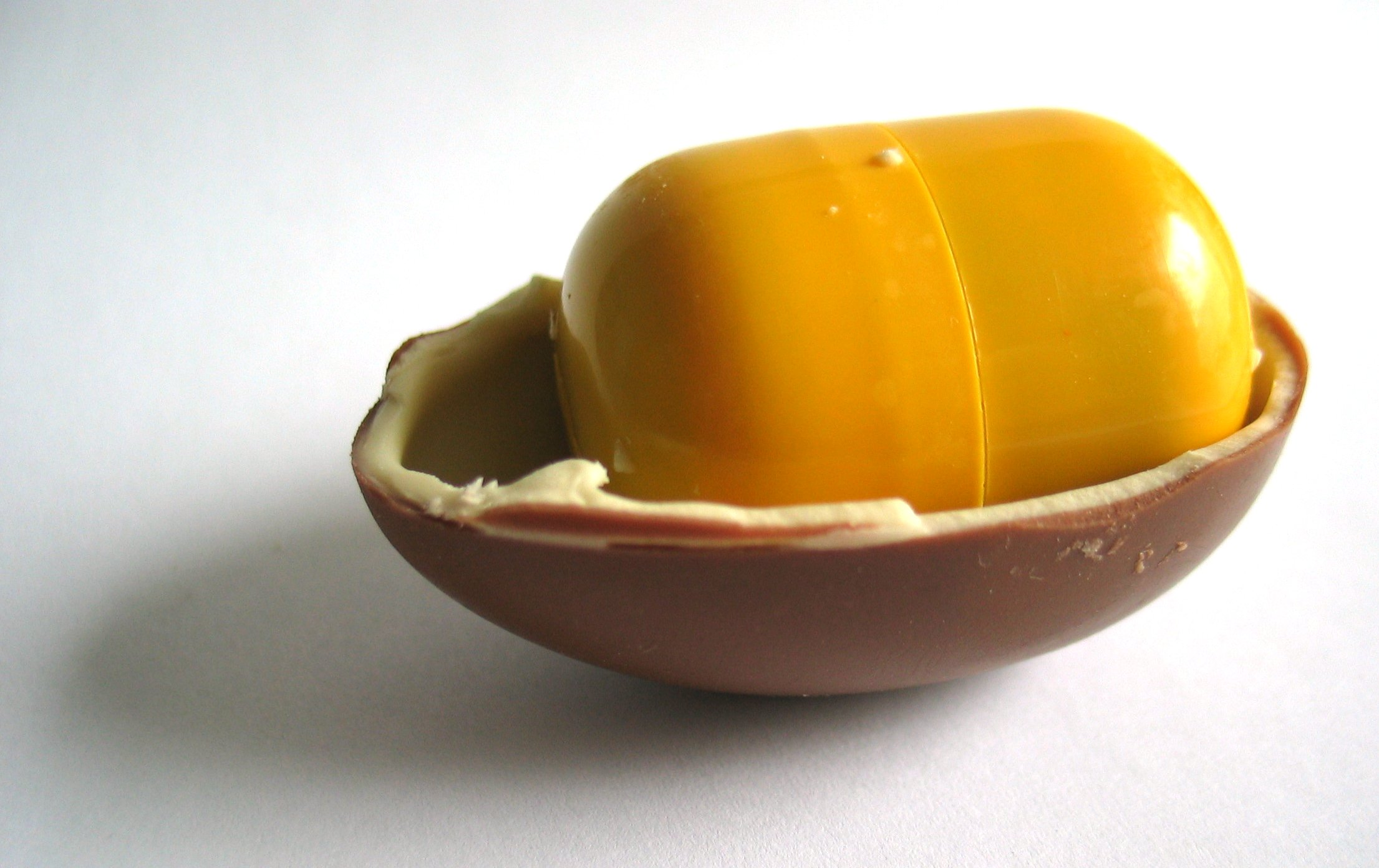
Un demi-œuf de Kinder Surprise avec l'emballage de la surprise en son centre dans un superœuf.

De longue date, les chocolatiers italiens fabriquaient pour Pâques d'énormes quantités d'œufs en chocolat. La chocolaterie Talmone de Turin, fusionnée en 1929 avec la UNICA de Riccardo Gualino, invente son « œuf à surprise Unica » et fait appel pour en assurer la publicité aux plus grands affichistes italiens, Fortunato Depero et Federico Seneca,. 
Mais le reste de l'année les machines utilisées pour la fabrication des œufs de Pâques restaient inactives. En 1974, Michele Ferrero, jugeant les ventes trop saisonnières, entreprit de fabriquer, aux lendemains de Pâques, des œufs en chocolat dont la consommation ne se limiterait plus à la seule période pascale et qui, comme les œufs traditionnels, contiendraient une mini-surprise. Ainsi est né, au printemps 1974, l'œuf « Kinder Surprise » sous le nom original italien de « Kinder Sorpresa ». Il s'agit, selon Ferrero, d'« un jouet original caché dans une confiserie en forme d’œuf. » Au début, la surprise, de type gadget, était un simple assemblage de petites pièces en plastique jaune. Mais au fil du temps, les surprises sont devenues de plus en plus sophistiquées, au point que certains collectionneurs s'y sont intéressés, allant jusqu'à recourir à des bourses d'échanges et des ventes aux enchères, créant ainsi une « Kindermania ».
Après avoir utilisé des « surprises » achetées sur le marché libre, la filiale allemande de Ferrero commença, en 1987, à l'initiative de son chef de développement H. Mann, à employer sous licence des personnages connus issus entre autres de séries télévisées telles que Tao Tao, Maya l'abeille, Donald Duck, Les Simpson, Les Aristochats ou Mickey Mouse. Les modèles furent dessinés par le spécialiste d'adaptation de personnages sous licence André Roche, à qui fut confiée à partir de 1987 la création de toutes nouvelles séries inédites telles que les Bingo Birds, Dapsy Dinos, Peppy Pingos, Elephantos et autres Pinky Piggys. Ses Happy Hippos devinrent si populaires à l'échelle mondiale que Ferrero s'en servit pour promouvoir plusieurs de ses autres spécialités chocolatières et même créer plusieurs nouveaux produits portant leurs noms.
Kinder Surprise est interdit aux États-Unis, car les autorités sanitaires craignent l’absorption possible de la surprise par des enfants en bas âge. Les douaniers américains ont pour consigne de détruire les Kinder Surprise à l'arrivée sur le sol américain,. Ainsi plus de 25 000 œufs ont été saisis par la douane américaine en 2009. Une société américaine, Candy Treasure, trouve par la suite une alternative et commercialise un œuf en chocolat similaire à celui du Kinder Surprise appelé Choco Treasure.